# Бріоне (провінція Брешія)
Бріоне (італ. Brione) — муніципалітет в Італії, у регіоні Ломбардія, провінція Брешія.
Бріоне розташоване на відстані близько 460 км на північний захід від Рима, 80 км на схід від Мілана, 16 км на північний захід від Брешії.
Населення — 720 осіб (2014).

## Демографія
Населення за роками:

Станом на 1 січня 2023 року в муніципалітеті офіційно проживало 59 іноземців з 15 країн, серед них 33 громадяни країн Євросоюзу та 2 громадяни України.

## Сусідні муніципалітети
- Гуссаго
- Оме
- Полавено
- Сареццо
- Вілла-Карчина